# 克里斯托弗·萊特格布

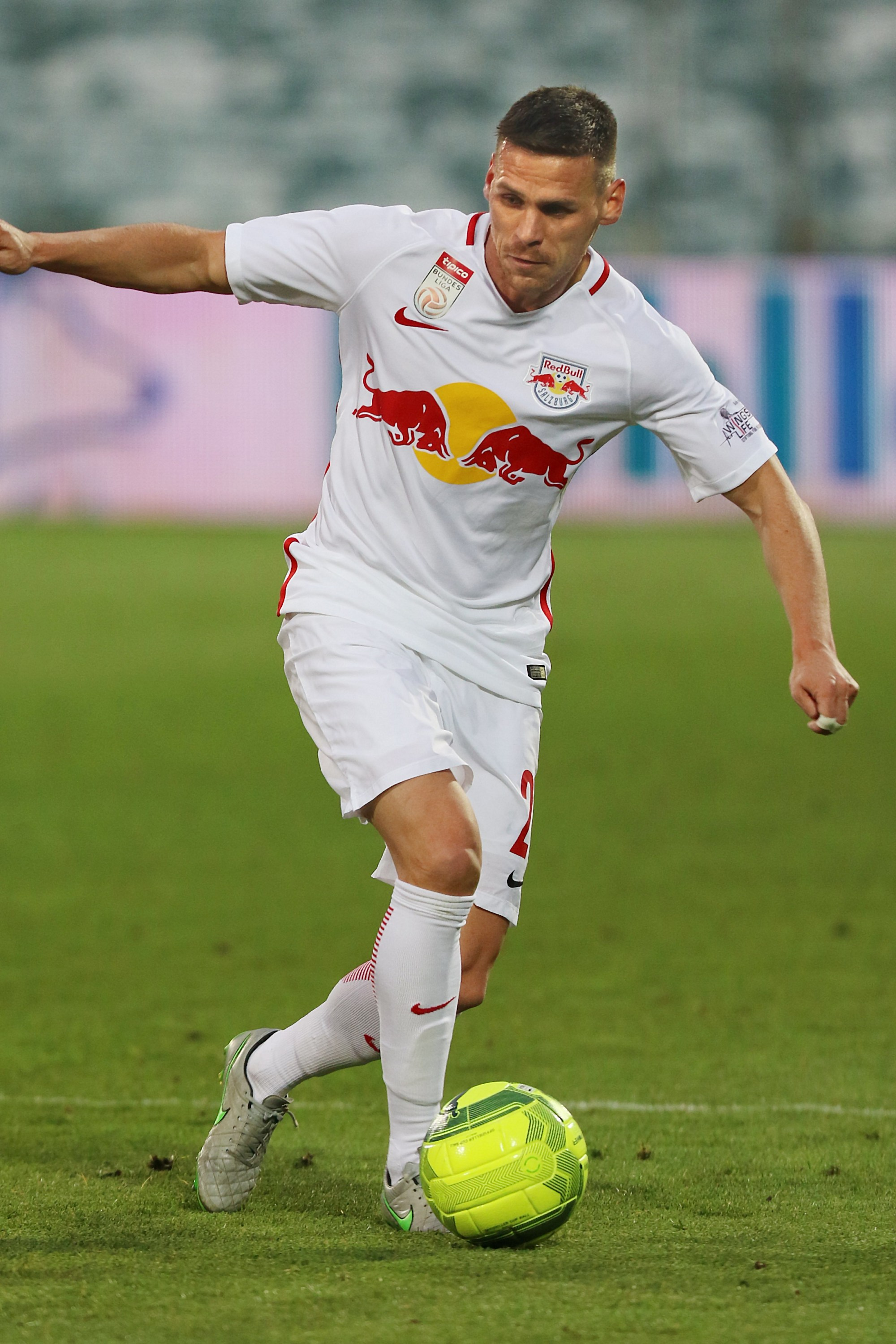
克里斯托弗·萊特格布

克里斯托弗·萊特格布（德語：Christoph Leitgeb；1985年4月14日—）是一位奧地利足球運動員，在場上的位置是中場。他現在效力於奧地利足球超級聯賽球隊薩爾茨堡紅牛足球俱樂部。他代表奧地利國家足球隊參加了2008年歐洲足球錦標賽。